# Mauriacois
Le Mauriacois est un pays traditionnel de France situé en Auvergne, à l'ouest du Massif central, dans le département du Cantal. C’est la ville de  Mauriac qui a donné son nom à cette région.

## Géographie

### Situation

Les pays traditionnels d'Auvergne, le Mauriacois figure en rose
.

Le Mauriacois est la région située "autour de Mauriac", elle couvre les contreforts Nord-Ouest du massif volcanique du Cantal. Il  est situé dans le département du Cantal  mais il est plus petit que l’arrondissement de Mauriac lui-même.
Les régions naturelles voisines sont la Châtaigneraie au sud, la Xaintrie et la Dordogne limousine à l’ouest,  l’Artense au nord et  les monts du Cantal à l’est.

### Topographie
La région correspond aux bords ouest du massif du Cantal. De longues langues volcaniques sont hachées dans le sens est-ouest par d'étroites gorges en V creusées par les rivières affluentes de la Dordogne. Les plateaux sont coupés par des gorges profondes.  Les villages sont dispersés sur les plateaux et sont peu nombreux dans les vallées.

## Toponymie
En auvergnat, la langue régionale locale anciennement parlée, son nom est Mauriagués en graphie classique et en écriture auvergnate unifiée.